# Michael Schenker Group

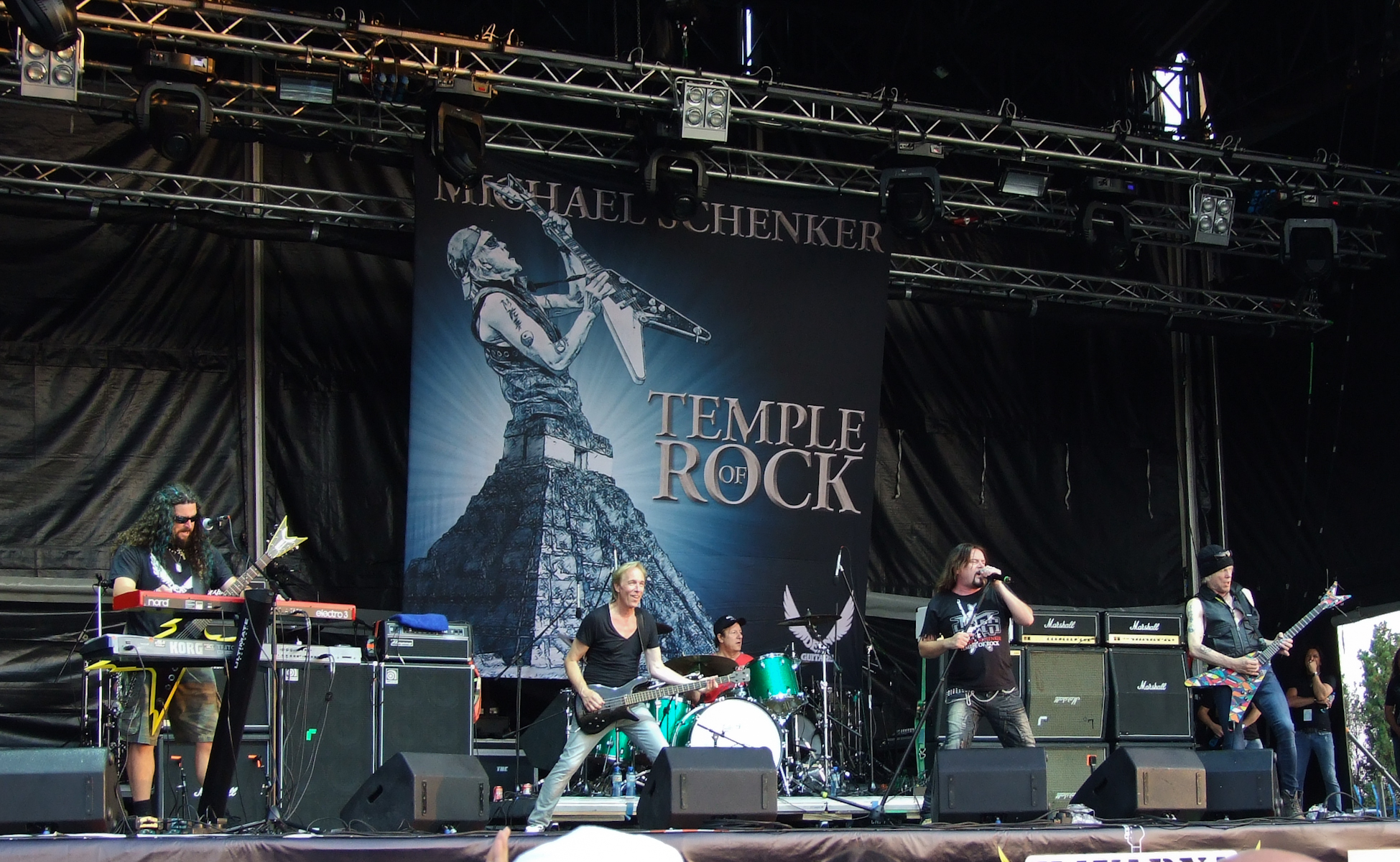

De Michael Schenker Group (ook bekend onder de afkorting M.S.G.) is een Duitse hardrock- en AOR-groep. M.S.G. werd in 1979 opgericht door de gitarist Michael Schenker, die voorheen bij Scorpions speelde (evenals zijn broer Rudolf Schenker) en bij UFO.
In de geschiedenis van de Michael Schenker Group zijn er veel persoonlijke conflicten en incidenten binnen de band geweest. De originele zanger Gary Barden werd ontslagen ten faveure van Graham Bonnet. Bonnet zong maar op één album mee (Assault Attack) en werd ontslagen nadat hij zijn broek liet zakken toen M.S.G. een voorprogramma verzorgde. Barden werd opnieuw aangenomen en zong op een nieuw studioalbum en is ook te horen op het livealbum van de hierop volgende tournee. Na zijn tweede vertrek vormde Schenker de band rond zichzelf en een nieuwe zanger, Robin McAuley. De band kreeg de naam McAuley Schenker Group, de afkorting M.S.G. kon intact blijven. Na drie albums gingen Schenker en McAuley uit elkaar en kreeg de band weer haar originele naam.
De nummers van M.S.G. werden vooral live gekenmerkt door de lange gitaarsolo's die door Michael Schenker werden gespeeld op zijn Gibson Flying V.

## Discografie
- The Michael Schenker Group (1980)
- M.S.G. II (1981)
- One Night at Budokan (1981)
- Assault Attack (1982)
- Built to Destroy (1983)
- Rock Will Never Die (1984)
- Perfect Timing (1987)
- Save Yourself (1989)
- M.S.G. (McAuley Schenker Group) (1992)
- M.S.G. Unplugged (1993)
- The Unforgiven (1999)
- The Unforgiven World Tour (2000)
- Written in the Sand (2001)
- Be Aware Of Scorpions (2002)
- Arachnophobiac (2003)
- Heavy Hitters (2005)
- Tales Of Rock'n'Roll (2006)
- In the Midst of Beauty (2008)
- The 30th Anniversary Concert Live In Japan (2010)